# Урсоаја (Јаши)
Урсоаја (рум. Ursoaia) насеље је у Румунији у округу Јаши у општини Романешти. Oпштина се налази на надморској висини од 142 m.

## Становништво
Према подацима из 2002. године у насељу је живело 481 становника, од којих су сви румунске националности.